# Championnats d'Europe de natation en petit bassin 2006
Navigation
Édition 2005 Édition 2007
Les 14es Championnats d'Europe de natation en petit bassin, organisés par la Ligue européenne de natation, se sont tenus à Helsinki en Finlande du 7 au 10 décembre 2006.
Trois records du monde (RM) ont été battus ainsi que huit records d'Europe (RE) et 13 records des championnats (RC).

## Tableau des médailles
| Rang | Nation      | Or | Argent | Bronze | Total |
| ---- | ----------- | -- | ------ | ------ | ----- |
| 1er  | Allemagne   | 6  | 6      | 3      | 15    |
| 2e   | France      | 5  | 3      | 3      | 11    |
| 3e   | Italie      | 4  | 3      | 2      | 9     |
| 4e   | Russie      | 4  | 1      | 4      | 9     |
| 5e   | Pologne     | 3  | 5      | 4      | 12    |
| 6e   | Ukraine     | 3  | 4      | 1      | 8     |
| 7e   | Suède       | 3  | 3      | 3      | 9     |
| 8e   | Pays-Bas    | 2  | 3      | 1      | 6     |
| =    | Hongrie     | 2  | 3      | 1      | 6     |
| 10e  | Royaume-Uni | 1  | 2      | 5      | 8     |
| 11e  | Finlande    | 1  | 1      | 1      | 3     |
| 12e  | Serbie      | 1  | 1      | 0      | 2     |
| =    | Slovénie    | 1  | 1      | 0      | 2     |
| 14e  | Espagne     | 1  | 0      | 1      | 2     |
| 15e  | Croatie     | 1  | 0      | 0      | 1     |
| 16e  | Lituanie    | 0  | 2      | 0      | 2     |
| 17e  | Norvège     | 0  | 0      | 2      | 2     |
| =    | Slovaquie   | 0  | 0      | 2      | 2     |
| 19e  | Islande     | 0  | 0      | 1      | 1     |
| =    | Israël      | 0  | 0      | 1      | 1     |
| =    | Grèce       | 0  | 0      | 1      | 1     |
| =    | Roumanie    | 0  | 0      | 1      | 1     |
| =    | Biélorussie | 0  | 0      | 1      | 1     |

## Résultats

### 50 m nage libre
| Rang | Athlète                | Pays    | Temps   |
| ---- | ---------------------- | ------- | ------- |
|      | Eduard Lorente Ginesta | Espagne | 21 s 53 |
|      | Milorad Čavić          | Serbie  | 21 s 60 |
|      | Julien Sicot           | France  | 21 s 68 |

| Rang | Athlète             | Pays     | Temps        |
| ---- | ------------------- | -------- | ------------ |
|      | Marleen Veldhuis    | Pays-Bas | 23 s 69 (RC) |
|      | Therese Alshammar   | Suède    | 23 s 76      |
|      | Hanna-Maria Seppälä | Finlande | 24 s 57      |

### 100 m nage libre
| Rang | Athlète         | Pays   | Temps   |
| ---- | --------------- | ------ | ------- |
|      | Filippo Magnini | Italie | 46 s 81 |
|      | Stefan Nystrand | Suède  | 47 s 05 |
|      | Alain Bernard   | France | 47 s 24 |

| Rang | Athlète          | Pays     | Temps        |
| ---- | ---------------- | -------- | ------------ |
|      | Marleen Veldhuis | Pays-Bas | 52 s 41 (RC) |
|      | Alena Popchanka  | France   | 52 s 91      |
|      | Josefin Lillhage | Suède    | 53 s 09      |

### 200 m nage libre
| Rang | Athlète               | Pays    | Temps         |
| ---- | --------------------- | ------- | ------------- |
|      | Filippo Magnini       | Italie  | 1 min 42 s 54 |
|      | Massimiliano Rosolino | Italie  | 1 min 44 s 17 |
|      | Pawel Korzeniowski    | Pologne | 1 min 44 s 41 |

| Rang | Athlète            | Pays    | Temps              |
| ---- | ------------------ | ------- | ------------------ |
|      | Alena Popchanka    | France  | 1 min 54 s 25 (RE) |
|      | Otylia Jedrzejczak | Pologne | 1 min 54 s 39      |
|      | Josefin Lillhage   | Suède   | 1 min 54 s 75      |

### 400 m nage libre
| Rang | Athlète             | Pays    | Temps         |
| ---- | ------------------- | ------- | ------------- |
|      | Yuriy Prilukov      | Russie  | 3 min 39 s 02 |
|      | Przemysław Stańczyk | Pologne | 3 min 39 s 92 |
|      | Pawel Korzeniowski  | Pologne | 3 min 40 s 40 |

| Rang | Athlète             | Pays        | Temps              |
| ---- | ------------------- | ----------- | ------------------ |
|      | Laure Manaudou      | France      | 3 min 56 s 09 (RM) |
|      | Federica Pellegrini | Italie      | 3 min 59 s 96      |
|      | Joanne Jackson      | Royaume-Uni | 4 min 01 s 48      |

### 800 m nage libre
| Rang | Athlète                 | Pays    | Temps         |
| ---- | ----------------------- | ------- | ------------- |
|      | Laure Manaudou          | France  | 8 min 12 s 24 |
|      | Anastasia Ivanenko      | Russie  | 8 min 18 s 09 |
|      | Erika Villaécija García | Espagne | 8 min 20 s 09 |

### 1500 m nage libre
| Rang | Athlète             | Pays    | Temps               |
| ---- | ------------------- | ------- | ------------------- |
|      | Yuriy Prilukov      | Russie  | 14 min 16 s 13 (RE) |
|      | Mateusz Sawrymowicz | Pologne | 14 min 28 s 43      |
|      | Sébastien Rouault   | France  | 14 min 39 s 06      |

### 50 m dos
| Rang | Athlète         | Pays      | Temps   |
| ---- | --------------- | --------- | ------- |
|      | Helge Meeuw     | Allemagne | 23 s 70 |
|      | Thomas Rupprath | Allemagne | 23 s 92 |
|      | Lubos Krizko    | Slovaquie | 24 s 19 |

| Rang | Athlète            | Pays      | Temps   |
| ---- | ------------------ | --------- | ------- |
|      | Janine Pietsch     | Allemagne | 27 s 32 |
|      | Iryna Amshennikova | Ukraine   | 27 s 44 |
|      | Anna Gostomelsky   | Israël    | 27 s 50 |

### 100 m dos
| Rang | Athlète           | Pays      | Temps   |
| ---- | ----------------- | --------- | ------- |
|      | Arkady Vyatchanin | Russie    | 51 s 11 |
|      | Helge Meeuw       | Allemagne | 51 s 16 |
|      | Thomas Rupprath   | Allemagne | 52 s 02 |

| Rang | Athlète            | Pays      | Temps   |
| ---- | ------------------ | --------- | ------- |
|      | Laure Manaudou     | France    | 57 s 87 |
|      | Antje Buschschulte | Allemagne | 58 s 20 |
|      | Iryna Amshennikova | Ukraine   | 59 s 03 |

### 200 m dos
| Rang | Athlète           | Pays      | Temps              |
| ---- | ----------------- | --------- | ------------------ |
|      | Arkady Vyatchanin | Russie    | 1 min 49 s 98 (RE) |
|      | Helge Meeuw       | Allemagne | 1 min 53 s 45      |
|      | Razvan Florea     | Roumanie  | 1 min 53 s 71      |

| Rang | Athlète            | Pays        | Temps              |
| ---- | ------------------ | ----------- | ------------------ |
|      | Esther Baron       | France      | 2 min 04 s 08 (RE) |
|      | Iryna Amshennikova | Ukraine     | 2 min 04 s 57      |
|      | Elizabeth Simmonds | Royaume-Uni | 2 min 05 s 74      |

### 50 m brasse
| Rang | Athlète           | Pays        | Temps        |
| ---- | ----------------- | ----------- | ------------ |
|      | Oleg Lisogor      | Ukraine     | 26 s 50 (RC) |
|      | Alessandro Terrin | Italie      | 26 s 92      |
|      | Darren Mew        | Royaume-Uni | 27 s 23      |

| Rang | Athlète          | Pays        | Temps   |
| ---- | ---------------- | ----------- | ------- |
|      | Janne Schaefer   | Allemagne   | 30 s 43 |
|      | Kate Haywood     | Royaume-Uni | 30 s 88 |
|      | Elena Bogomazova | Russie      | 30 s 98 |

### 100 m brasse
| Rang | Athlète            | Pays    | Temps   |
| ---- | ------------------ | ------- | ------- |
|      | Oleg Lisogor       | Ukraine | 58 s 14 |
|      | Valeriy Dymo       | Ukraine | 58 s 64 |
|      | Alexander Dale Oen | Norvège | 58 s 70 |

| Rang | Athlète          | Pays        | Temps              |
| ---- | ---------------- | ----------- | ------------------ |
|      | Anna Khlistunova | Ukraine     | 1 min 05 s 73 (RC) |
|      | Kirsty Balfour   | Royaume-Uni | 1 min 06 s 57      |
|      | Janne Schaefer   | Allemagne   | 1 min 07 s 32      |

### 200 m brasse
| Rang | Athlète         | Pays    | Temps         |
| ---- | --------------- | ------- | ------------- |
|      | Daniel Gyurta   | Hongrie | 2 min 06 s 58 |
|      | Sławomir Kuczko | Pologne | 2 min 06 s 61 |
|      | Paolo Bossini   | Italie  | 2 min 07 s 13 |

| Rang | Athlète        | Pays        | Temps         |
| ---- | -------------- | ----------- | ------------- |
|      | Kirsty Balfour | Royaume-Uni | 2 min 21 s 82 |
|      | Anne Poleska   | Allemagne   | 2 min 23 s 12 |
|      | Beata Kaminska | Pologne     | 2 min 24 s 87 |

### 50 m papillon
| Rang | Athlète         | Pays      | Temps   |
| ---- | --------------- | --------- | ------- |
|      | Alexei Puninski | Croatie   | 23 s 21 |
|      | Thomas Rupprath | Allemagne | 23 s 34 |
|      | Örn Arnarson    | Islande   | 23 s 55 |

| Rang | Athlète               | Pays     | Temps        |
| ---- | --------------------- | -------- | ------------ |
|      | Therese Alshammar     | Suède    | 25 s 36 (RC) |
|      | Inge Dekker           | Pays-Bas | 25 s 65      |
|      | Anna-Karin Kammerling | Suède    | 25 s 92      |

### 100 m papillon
| Rang | Athlète           | Pays     | Temps   |
| ---- | ----------------- | -------- | ------- |
|      | Milorad Čavić     | Serbie   | 50 s 63 |
|      | Peter Mankoc      | Slovénie | 50 s 78 |
|      | Nikolay Skvortsov | Russie   | 51 s 17 |

| Rang | Athlète            | Pays      | Temps   |
| ---- | ------------------ | --------- | ------- |
|      | Antje Buschschulte | Allemagne | 56 s 94 |
|      | Inge Dekker        | Pays-Bas  | 57 s 19 |
|      | Martina Moravcova  | Slovaquie | 57 s 59 |

### 200 m papillon
| Rang | Athlète            | Pays    | Temps         |
| ---- | ------------------ | ------- | ------------- |
|      | Pawel Korzeniowski | Pologne | 1 min 52 s 33 |
|      | Laszlo Cseh        | Hongrie | 1 min 53 s 08 |
|      | Nikolay Skvortsov  | Russie  | 1 min 53 s 10 |

| Rang | Athlète            | Pays        | Temps              |
| ---- | ------------------ | ----------- | ------------------ |
|      | Otylia Jedrzejczak | Pologne     | 2 min 04 s 94 (RE) |
|      | Beatrix Boulsevicz | Hongrie     | 2 min 06 s 73      |
|      | Jessica Dickons    | Royaume-Uni | 2 min 07 s 36      |

### 100 m quatre nages
| Rang | Athlète             | Pays     | Temps   |
| ---- | ------------------- | -------- | ------- |
|      | Peter Mankoc        | Slovénie | 53 s 05 |
|      | Vytautas Janušaitis | Lituanie | 53 s 66 |
|      | Aleksander Hetland  | Norvège  | 53 s 70 |

| Rang | Athlète             | Pays        | Temps         |
| ---- | ------------------- | ----------- | ------------- |
|      | Hanna-Maria Seppälä | Finlande    | 1 min 00 s 45 |
|      | Ganna Dzerkal       | Ukraine     | 1 min 00 s 50 |
|      | Svitlana Khakhlova  | Biélorussie | 1 min 00 s 78 |

### 200 m quatre nages
| Rang | Athlète             | Pays     | Temps         |
| ---- | ------------------- | -------- | ------------- |
|      | Laszlo Cseh         | Hongrie  | 1 min 54 s 43 |
|      | Vytautas Janušaitis | Lituanie | 1 min 56 s 20 |
|      | Tamas Kerekjarto    | Hongrie  | 1 min 57 s 12 |

| Rang | Athlète              | Pays    | Temps         |
| ---- | -------------------- | ------- | ------------- |
|      | Katarzyna Baranowska | Pologne | 2 min 09 s 47 |
|      | Camille Muffat       | France  | 2 min 10 s 83 |
|      | Aleksandra Urbanczyk | Pologne | 2 min 10 s 89 |

### 400 m quatre nages
| Rang | Athlète            | Pays    | Temps         |
| ---- | ------------------ | ------- | ------------- |
|      | Luca Marin         | Italie  | 4 min 01 s 71 |
|      | Laszlo Cseh        | Hongrie | 4 min 03 s 39 |
|      | Ioánnis Drymonákos | Grèce   | 4 min 05 s 94 |

| Rang | Athlète              | Pays    | Temps         |
| ---- | -------------------- | ------- | ------------- |
|      | Alessia Filippi      | Italie  | 4 min 31 s 58 |
|      | Katarzyna Baranowska | Pologne | 4 min 32 s 78 |
|      | Anastasia Ivanenko   | Russie  | 4 min 33 s 46 |

### 4 × 50 m nage libre
| Rang | Athlète                                                         | Pays     | Temps              |
| ---- | --------------------------------------------------------------- | -------- | ------------------ |
|      | Stefan Nystrand Petter Stymne Marcus Piehl Jonas Tilly          | Suède    | 1 min 24 s 89 (RM) |
|      | Frédérick Bousquet Julien Sicot David Maitre Alain Bernard      | France   | 1 min 25 s 16      |
|      | Johan Kenkhuis Bas van Velthoven Robin Van Aggele Mitja Zastrow | Pays-Bas | 1 min 26 s 03      |

| Rang | Athlète                                                                  | Pays      | Temps         |
| ---- | ------------------------------------------------------------------------ | --------- | ------------- |
|      | Magdalena Kuras Therese Alshammar Anna-Karin Kammerling Josefin Lillhage | Suède     | 1 min 36 s 61 |
|      | Inge Dekker Saskla De Jonge Chantal Groot Marleen Veldhuis               | Pays-Bas  | 1 min 37 s 27 |
|      | Daniela Samulski Daniela Goetz Meike Freitag Annika Lurz                 | Allemagne | 1 min 38 s 74 |

### 4 × 50 m quatre nages
| Rang | Athlète                                                        | Pays      | Temps              |
| ---- | -------------------------------------------------------------- | --------- | ------------------ |
|      | Helge Meeuw Johannes Neumann Thomas Rupprath Jens Schreiber    | Allemagne | 1 min 34 s 06 (RM) |
|      | Tero Raty Jarno Pihlava Jere Hård Matti Rajakyla               | Finlande  | 1 min 34 s 95      |
|      | Cesare Pizzirani Alessandro Terrin Rudy Goldin Filippo Magnini | Italie    | 1 min 35 s 23      |

| Rang | Athlète                                                                   | Pays        | Temps         |
| ---- | ------------------------------------------------------------------------- | ----------- | ------------- |
|      | Janine Pietsch Janne Schaefer Antje Buschschulte Daniela Samulski         | Allemagne   | 1 min 47 s 55 |
|      | Therese Alshammar Rebecca Ejdervik Anna-Karin Kammerling Josefin Lillhage | Suède       | 1 min 48 s 14 |
|      | Elizabeth Simmonds Kate Haywood Rosalind Brett Francesca Halsall          | Royaume-Uni | 1 min 48 s 26 |